# Rosa Pavanelli
Rosa Pavanelli (* 1955 in Brescia) ist eine italienische Gewerkschafterin. Sie ist seit 2012 Generalsekretärin von Public Services International, der globalen Gewerkschaftsvereinigung für den öffentlichen Sektor. 

## Leben
Pavanelli hat einen Universitätsabschluss in Biologie von der Universität Mailand.
Pavanelli begann ihre Arbeit in der Gewerkschaft 1978. Damals arbeitete sie für das Arbeitsministerium in Brescia. 1986 wurde sie im Confederazione Generale Italiana del Lavoro (CGIL) Mitglied sowie Mitarbeiterin im Sekretariat des FP-CGIL (Federazione Lavoratori Funzione Pubblica; italienischer Verbandes der öffentlichen Beschäftigten). 1999 wurde sie regionale Generalsekretärin der Lombardei und 2002 in das nationale Sekretariat der FP-CGIL gewählt. Seit 2005 leitet sie entsprechende europäische und internationale Gewerkschaftssektion.